# Gare des Longevilles - Rochejean
Gare des Longevilles - Rochejean vasútállomás Franciaországban, Longevilles-Mont-d'Or településen.

## Vasútvonalak
Az állomást az alábbi vasútvonalak érintik:
- Dijon–Vallorbe-vasútvonal

## Kapcsolódó állomások
A vasútállomáshoz az alábbi állomások vannak a legközelebb: